# Meds: B-Sides
Meds: B-Sides è una raccolta del gruppo musicale Placebo, pubblicata dalla Elevator Lady l'8 aprile 2016.
Contiene B sides, remix e brani dal vivo già precedentemente pubblicati nei singoli estratti dal loro quinto album in studio Meds.

## Tracce
1. Because I Want You (Demo) – 4:06
2. Meds (FM4 Live Session 2006) – 3:25
3. Space Monkey (Timo Maas Remix) – 6:28
4. UNEEDMEMORETHANINEEDU – 3:31
5. Infra-Red (Call the Ambulance Remix) – 7:18
6. Because I Want You (Ladytron Remix) – 3:45
7. Song to Say Goodbye (Rain & Tears Remix) – 11:03
8. Infra-Red (Hotel Persona Remix) – 3:59
9. Because I Want You (Russell Lissack Remix) – 4:28
10. Infra-Red (The Waltmann Remix) – 6:54
11. Meds (Live at Nyon Paleo Festival 2006) – 3:13
12. Infra-Red (Live at the Newcastle Academy 2006) – 3:41
13. 36 Degrees (Live at Wembley Arena, London 2004) – 5:05

## Formazione
Placebo
- Brian Molko – voce, chitarra, tastiera
- Stefan Olsdal – basso, chitarra, tastiera, cori
- Steve Hewitt – batteria

Altri musicisti
- Bill Lloyd – pianoforte, tastiera, chitarra (tracce 2, 11, 12 e 13)
- Alex Lee – chitarra, cori (tracce 2, 11, 12 e 13)